# 乌兰牧骑

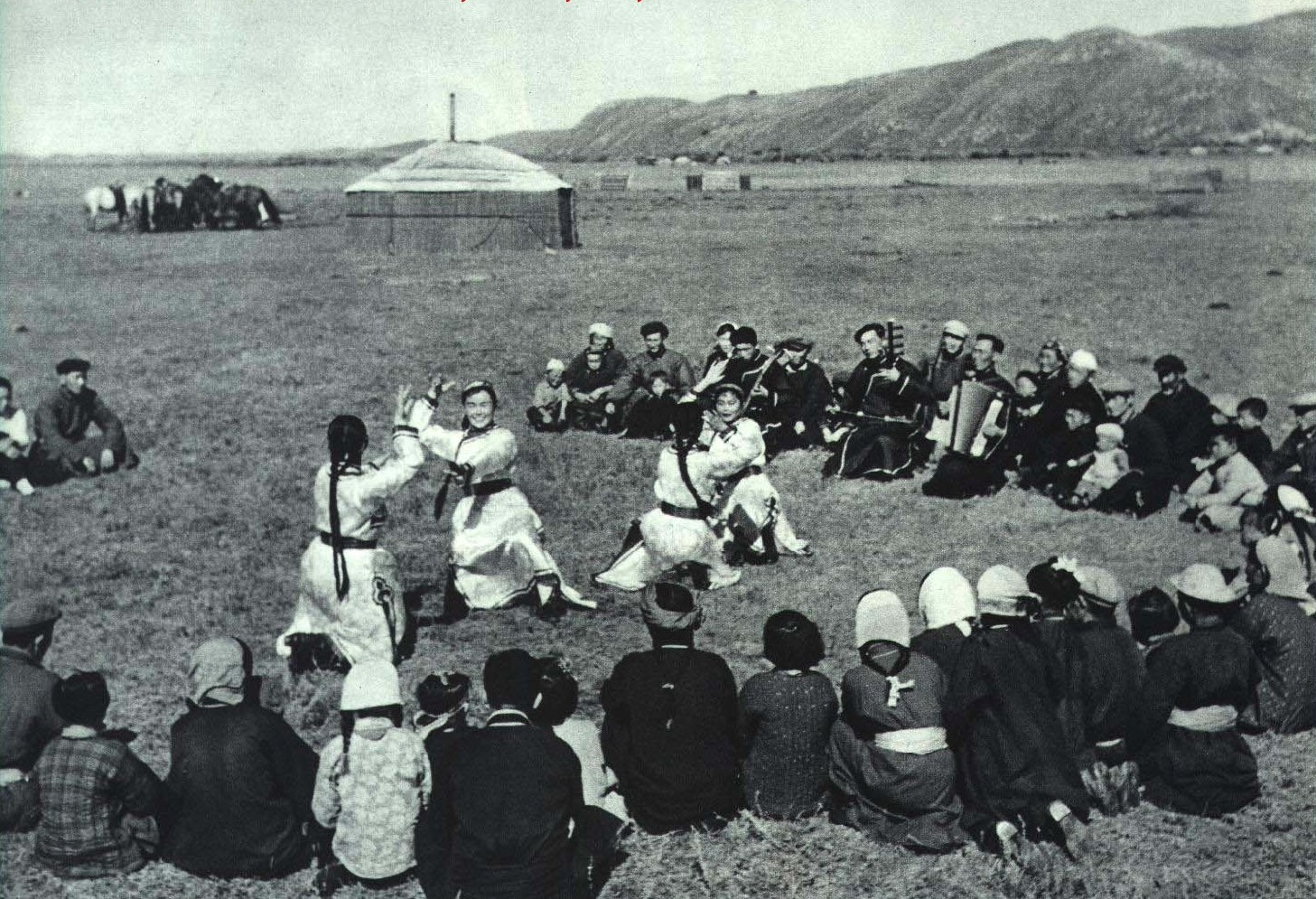
1965年的乌兰牧骑

乌兰牧骑或者乌兰牧旗，是中国内蒙古的一种文艺宣传组织。其中“乌兰”是蒙古语红色的意思，红色一词本指代革命、社会主义。“牧骑”是树枝上的嫩芽的意思。“乌兰牧骑”后被引申为年轻的、小型的红色文化工作队。

## 概述
首支乌兰牧骑在1957年创建于锡林郭勒草原上的苏尼特右旗。其主要职能包括：歌舞说唱，宣传中国共产党的政策（这就是为什么叫红色宣传队的原因），辅导文艺活动，和提供照相、修理、医疗等服务。由于1950年代内蒙古草原上的牧民除此之外几乎没有任何其他与外界接触的途径，乌兰牧骑深受欢迎并迅速在内蒙古全境推广。其中乌兰牧骑代表赴北京接受周恩来等政府官员接见的经过曾被收入小学语文课文。
进入21世纪，很少有人记得乌兰牧骑本来的宣传职能。乌兰牧骑现在已经几乎成为所有表演蒙古族歌舞团体的称谓。
截至2017年，内蒙古草原上活跃着75支乌兰牧骑，每年演出超过7000场。同年苏尼特右旗乌兰牧骑的16名队员给中共中央總書記习近平写信，汇报乌兰牧骑60年来的发展情况。2017年11月21日習近平给内蒙古自治区苏尼特右旗乌兰牧骑的队员们回信，勉励他们继续扎根基层、服务群众，努力创作更多接地气、传得开、留得下的优秀作品。